# Jeruzsálemi Szent Szophróniosz
Jeruzsálemi Szent Szophróniosz (ógörögül: Σωφρόνιος, latinul: Sophronius), (kb. 550 – 638. március 11.) szír szerzetes, jeruzsálemi püspök 634-től haláláig.

## Élete
Szophróniosz a szíriai Damaszkuszban született. Fiatalkori tanulmányai után klasszikus irodalmat és szónoklattant tanított. (Ezért kaphatta a "szofista" jelzőt.) Később Palesztinába ment, és belépett Szent Teodósziosz lavrájába, ahol megbarátkozott Joannész Moszkosszal. 578 körül együtt indultak Egyiptomba, végiglátogatták az anachoréta telepeket, visszaútjukon pedig megálltak a Sínai monostorban.
Még ebben az időben tett szerzetesi fogadalmat Szophróniosz Teodósziosz lavrájában.
603-ban barátjával ismét elhagyta Palesztinát, Fönícián és Szírián keresztül Egyiptomba mentek, ahol Alamizsnás Szent János alexandriai pátriárka hozzájárulásával a monofiziták megtérítésén fáradoztak. Mialatt Egyiptomban tartózkodtak, 614-ben a perzsák elfoglalták Jeruzsálemet.
615-ben Itáliába hajóztak, ahol Moszkosz meghalt. Szophróniosz visszavitte barátja földi maradványait Palesztinába, ahol egyúttal visszatért a régi lavrába. 630 körül ismét Egyiptomba, majd Konstantinápolyba ment, utána pedig végleg visszatért Palesztinába, ahol 634-ben Jeruzsálem pátriárkájának választották meg. Rövid főpapi szolgálatát a tévtanok és az arabok elleni küzdelem határozta meg. Még megérte, hogy 637-ben Jeruzsálem az arabok kezére került. I. Omár kalifával szemben tanúsított határozott fellépésének köszönhetően a keresztények viszonylagos biztonságban élhettek. 638-ban halt meg.

## Munkássága
Hagiográfiai írásának nagy része elveszett. Neki tulajdonítják a Jeruzsálemi Typikon (másképp Szent Szabbasz Typikonjának) szövegét, vagy legalábbis annak javított változatát.